# Michaela Tabb

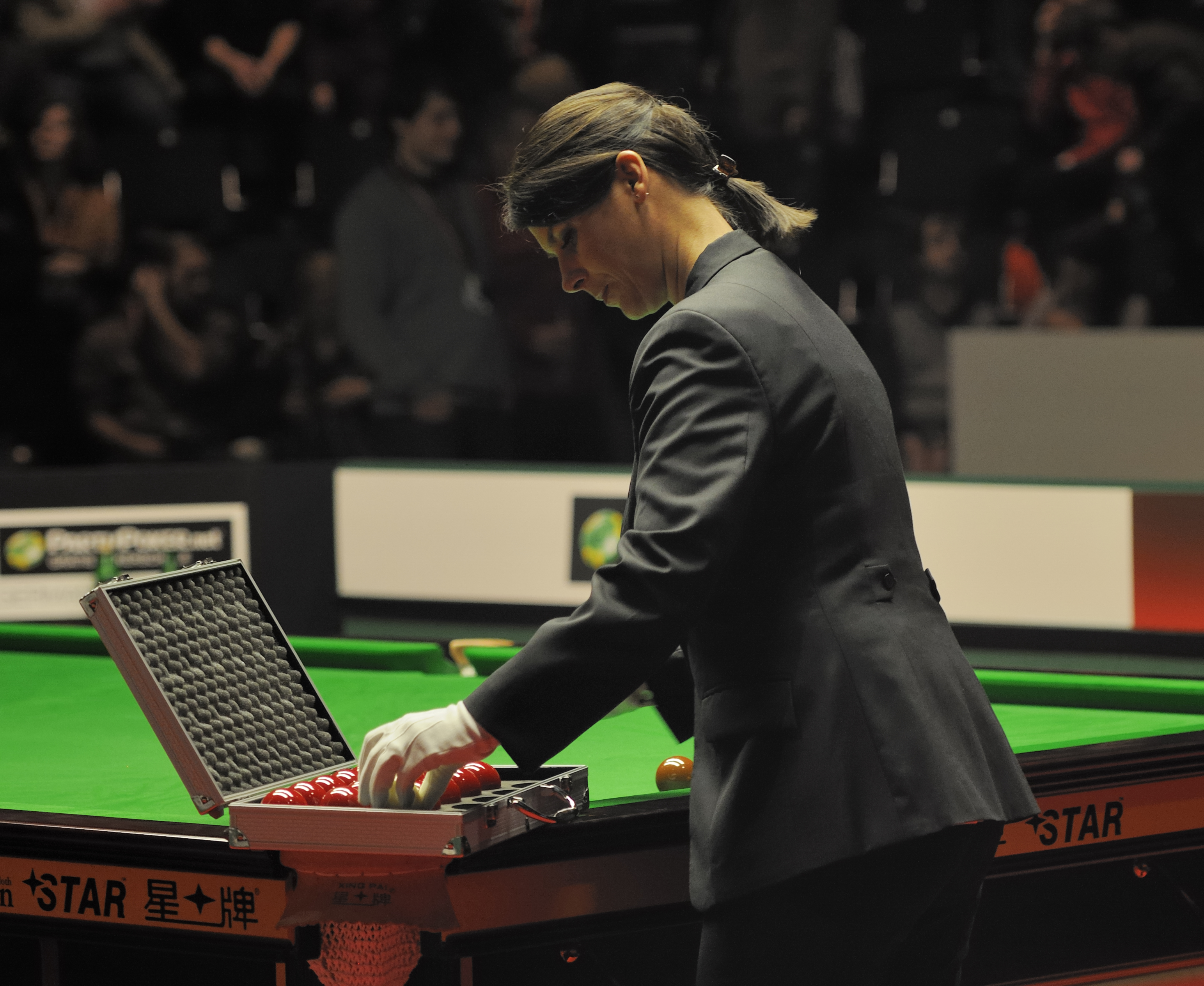
Michaela Tabb. German Masters 2012.

Michaela Tabb, född 11 december 1967 i Bath, England, är en skotsk snooker- och pooldomare.
Tabb inledde sin karriär som en 8-ball-spelare, men övergick 1997 till att bli domare i denna sport, och har bland annat dömt St. Andrew's Cup och Mosconi Cup (biljardens motsvarighet till golfens Ryder Cup). Från och med 2002 dömer hon även snooker.
Hon dömde sin första match i en rankingturnering i Welsh Open 2002, en match mellan Ken Doherty och James Wattana. Året därpå gjorde hon debut i snooker-VM. År 2007 blev hon den första kvinnliga domaren någonsin att döma en final i en rankingturnering, det var finalen i Welsh Open mellan Neil Robertson och Andrew Higginson. Året därpå fick hon döma ytterligare ett par finaler, bland annat i Masters.
Tabb har blivit mycket populär som domare, och räknas nu till de ledande domarna inom sporten. Det slutliga beviset på detta kom 2009 då hon som första kvinna fick döma VM-finalen i snooker. Hon fick då se sin landsman John Higgins lyfta trofén. I en av pauserna sände BBC en dokumentär om henne, där hon talar om hur hon kombinerar sitt resande med familjelivet.
Tabb bor i Dunfermline, Skottland och har två söner tillsammans med sin make Ross McInnes.